# MTU–55
Az MTU–55  (oroszul: МТУ–55) szovjet hídvető harckocsi, amely ollós rohamhidat hordoz. Feladata a természetes és mesterséges akadályok gyors és erőszakos leküzdése, akár harci körülmények között is. A jármű a T–55 közepes harckocsin alapul. A torony helyére építették a hadihíd hordozására és telepítésére szolgáló szerkezetet. Csehszlovákiában a ZŤS Martin gyártotta MT–55A (MT – Mostný tank) típusjelzéssel az ott licenc alapján gyártott T–55A-t alapul véve. Az NDK-ban BLG–60 (BLG – Brückenlegegerät) típusjelzéssel gyártották, de ott csak a híd és a vetőszerkezet készült, a T–55A alváz lengyel eredetű volt. Az eszközt a harckocsi magasabb egységek (zászlóaljak vagy dandárok) műszaki szakaszaiban alkalmazták.

## Története
Az MTU–20 hídvető harckocsi felváltására fejlesztették ki az 1960-as évek elején Nyizsnyij Tagilban az Uralvagonzavod tervezőirodájában. Kifejlesztésében csehszlovák és kelet-német szakemberek is részt vettek. Sorozatgyártása 1962-ben indult el az Uráli Vagongyárban (Uralvagonzavod) és ugyanebben az évben rendszeresítették a Szovjet Hadseregben Az 1960-as évektől ez a típus lett a Varsói Szerződés műszaki csapatainak egységesített hídvető harckocsija.
Csehszlovákiában a túrócszentmártoni ZŤS Martin gyártotta, amelyhez a licenc alapján helyben készített T–55-ös harckocsit vették alapul. Egy ötdarabos előszéria után 1969-ben kezdődött a csehszlovákiai sorozatgyártás. Csehszlovákiában 1969–1985 között 1762 darabot készítettek, ebből 183 darab volt a Varsói Szerződésen kívüli országba szánt MT–55KS exportváltozat.
Az NDK-ban BLG–60 típusjelzéssel gyártották. Az NDK-ban a híd és a vetőszerkezet készült, amelyhez lengyel gyártású T–55A alvázat használtak. A magdeburgi Ernst Thälmann Nehézgépipari Kombinát (SKET)  készítette a hidat, míg a jármű végszerelése a STAG Genthin vállalatnál történt. Az NDK-ban 187 egység készült. 1972-ben modernizálták, a hordozó járművet a T–55AM műszaki szintjére hozták, ez lett a BLG–60M. Az 1980-as években tovább modernizálták, hogy a szélesebb T–72-es harckocsikkal felszerelt egységek is használhassák. Ehhez 20 cm-el megnövelték a nyomtávot. Az új jármű a BLG-–60M2 típusjelzést kapta.

## Jellemzői
A hídszerkezet acéllemezből készült szekrényes konstrukció, járófelületéte érdesített. Teherbírása 50 t, áthidaló képessége 16 m. A híd telepítés és bontása 3–4 perc alatt lehetséges.
Az alváz a T–55 harckocsin alapul, de toronnyal nem rendelkezik. Motrorja a T–55-nél is használt 580 LE-s V–55 dízelmotor. A jármű R–123 harckocsirádióval és R–120 belső beszélő berendezéssel volt ellátva. Fegyverzettel nem rendelkezik.
A jármű személyzete két fő: a parancsnok és a gépkezelő (vezető).

## Típusváltozatok
- MTU–55 – a Szovjetunióban gyártott jármű
- MT–55A – csehszlovák változat
  - MT–55KS – Csehszlovák exportváltozat, amelyhez alvázként nem a T–55A-t, hanem a T–55-ös harckocsit használták. 1971-től gyártották.
  - PM–55 – gumikerekes változat, az eredeti hídszerkezetet a Tatra 813-as teherautóra telepítették
- BLG–60 – NDK gyártású változat
  - BLG–60M – modernizált NDK változat
  - BLG–60M2 – növelt nyomtávú modernizált változat, kb. 30 db-t alakítottak át